# Глізе 667 Ce
Глізе 667 Ce — екзопланета в середині життєвої зони зірки Глізе 667 °C в потрійній системі Глізе 667 (сузір'я Скорпіона). Віддалена від Землі на ~22,7 світлового року.

## Орбіта
Планета обертається навколо червоного карлика завдальшки 0,21 астрономічної одиниці. Її орбітальний період складає 62,3 земної доби.

## Характеристики
Середня маса об'єкту — 3,12 маси Землі. Екзопланета належить до класу надземель. Планета отримує близько однієї третини тієї енергії, яку передає Землі Сонце і за наявності достатньої кількості парникових газів, на ній теоретично можливе існування значних обсягів рідкої води.